# 南非米勒
南非米勒（SABMiller plc）是一家英國倫敦曾经的一家跨國釀酒和飲料公司。按營業額來算是一度世界第二大啤酒生產商，僅次於安海斯-布希英博集團，此外也是可口可樂的主要裝瓶公司之一。2016年，它被安海斯-布希英博集團收购。
其歷史可以追溯到1895年成立的南非釀酒公司，曾在南非證券交易所和倫敦證券交易所上市。旗下公司有巴伐利亞啤酒、福士啤、米勒釀酒公司、南非釀酒公司、佩羅尼啤酒、皮爾森歐克等，分佈在全球各大洲75個國家。

## 歷史

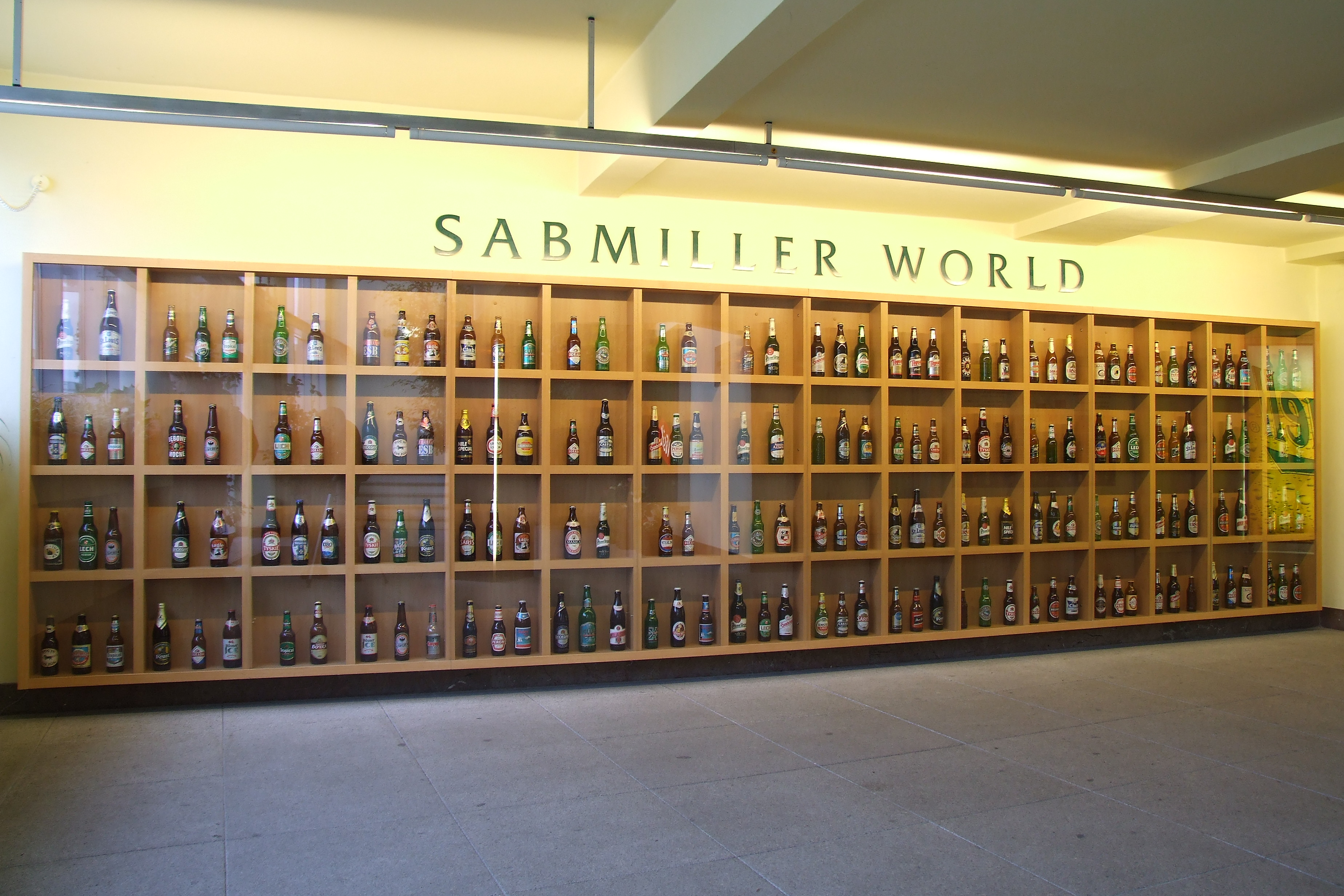
南非米勒在捷克比爾森的一批啤酒

南非米勒的歷史可以追溯到1895年在南非成立的南非釀酒公司。這家公司的業務在早期一直只局限於南非，直到1990年才開始開發歐洲市場。
1999年重心轉移到倫敦，2002年從奧馳亞手中買下北美的米勒釀酒公司，并改現名。2005年買下當時南美第二大啤酒生產公司巴伐利亞啤酒。
2011年8月開始惡意收購澳大利亞的福士啤，次月福士啤的董事會以99亿澳元(102亿美元)的價格接受收購。同年末交易完成，但福士啤的英國及歐洲品牌由喜力持有。
2011年11月南非米勒開始在非洲出售“Impala Cervejas”，這是最早出現的商業生產的木薯啤酒。2014年7月，南非米勒賣掉了其持有的南方太陽酒店的39.6%的股份，其中一部分被南方太陽酒店回購。
2014年11月27日南非米勒與可口可樂合併旗下南非與東非12個國家的軟飲料瓶裝業務，SAB擁有新公司可口可樂飲料非洲公司（Coca-Cola Beverages Africa）57%的股份。
2015年9月16日安海斯-布希英博集團宣布将收購南非米勒。2016年10月10日收购完成，交易金额1070亿美元。

## 社會問題

### 環境
南非米勒在許多酒廠中都使用少30%玻璃的酒瓶，這樣既減少的廢棄酒瓶的重量，也減少了生產和運輸過程中消耗的能源。該公司也向第三方環境報告提供數據，以公開顯示其環境記錄。

### 逃稅
2010年11月行動援助組織發佈了一份報告，聲稱該公司在加納、莫桑比克、坦桑尼亞、南非和贊比亞這五個非洲國家及印度逃稅2000萬英鎊。但南非米勒否認了這一說法。

## 外部連結
- 華潤雪花啤酒（中國）有限公司
- 官方网站
- Yahoo! – SABMiller plc Company Profile（页面存档备份，存于）
- SABMiller loses its cheer for PIC's Molefe